# Kabinett Ponta III
Das Kabinett Ponta III war die dritte von Victor Ponta gebildete Regierung Rumäniens.

## Geschichte
Die Regierung löste das Kabinett Ponta II ab. Sie bestand seit dem 5. März 2014 aus Mitgliedern der PSD, der UDMR, der PC, der PSD-Abspaltung UNPR sowie Parteilosen. Die Regierung wurde vom Parlament mit 346 Stimmen bei 191 Gegenstimmen bestätigt und von Staatspräsident Traian Băsescu vereidigt. Am 17. Dezember 2014 löste das Kabinett Ponta IV die alte Regierung ab.

## Zusammensetzung
Zu den 26 Kabinettsmitgliedern gehörten:
| Ministerpräsident                                                                                     |  | Victor Ponta               | PSD       | 7. Mai 2012       | 5. November 2015  |
| Stellvertretender Ministerpräsident und Minister für regionale Entwicklung und öffentliche Verwaltung |  | Liviu Dragnea              | PSD       | 5. März 2014      | 17. Dezember 2014 |
| Stellvertretender Ministerpräsident und Innenminister                                                 |  | Gabriel Oprea              | UNPR      | 5. März 2014      | 17. Dezember 2014 |
| Stellvertretender Ministerpräsident und Minister für Landwirtschaft und ländliche Entwicklung         |  | Daniel Constantin          | PC        | 5. März 2014      | 17. Dezember 2014 |
| Stellvertretende(r) Ministerpräsident(in) und Kulturminister(in)                                      |  | Hunor Kelemen              | UDMR      | 5. März 2014      | 9. Oktober 2014   |
| Stellvertretende(r) Ministerpräsident(in) und Kulturminister(in)                                      |  | Victor Ponta (interim)     | PSD       | 9. Oktober 2014   | 24. November 2014 |
| Stellvertretende(r) Ministerpräsident(in) und Kulturminister(in)                                      |  | Csilla Hegedüs             | UDMR      | 24. November 2014 | 17. Dezember 2014 |
| Außenminister                                                                                         |  | Titus Corlățean            | PSD       | 5. März 2014      | 10. November 2014 |
| Außenminister                                                                                         |  | Teodor Meleșcanu           | parteilos | 10. November 2014 | 18. November 2014 |
| Außenminister                                                                                         |  | Bogdan Aurescu             | parteilos | 24. November 2014 | 17. Dezember 2014 |
| Verteidigungsminister                                                                                 |  | Mircea Duşa                | PSD       | 5. März 2014      | 17. Dezember 2014 |
| Finanzministerin                                                                                      |  | Ioana Petrescu             | parteilos | 5. März 2014      | 17. Dezember 2014 |
| Wirtschaftsminister                                                                                   |  | Constantin Niță            | PSD       | 5. März 2014      | 17. Dezember 2014 |
| Justizminister                                                                                        |  | Robert Cazanciuc           | PSD       | 5. März 2014      | 17. Dezember 2014 |
| Transportminister                                                                                     |  | Dan Şova                   | PSD       | 5. März 2014      | 24. Juni 2014     |
| Transportminister                                                                                     |  | Ioan Rus                   | PSD       | 25. Juni 2014     | 17. Dezember 2014 |
| Gesundheitsminister                                                                                   |  | Nicolae Bănicioiu          | PSD       | 5. März 2014      | 17. Dezember 2014 |
| Minister für Umwelt und Klimawandel                                                                   |  | Attila Korodi              | UDMR      | 5. März 2014      | 17. Dezember 2014 |
| Informationsminister                                                                                  |  | Alexandru-Răzvan Cotovelea | parteilos | 5. März 2014      | 17. Dezember 2014 |
| Ministerin für Arbeit, Familie, soziale Sicherung und Senioren                                        |  | Rovana Plumb               | PSD       | 5. März 2014      | 17. Dezember 2014 |
| Bildungsminister                                                                                      |  | Remus Pricopie             | PSD       | 5. März 2014      | 17. Dezember 2014 |
| Minister für EU-Mittel                                                                                |  | Eugen Teodorovici          | PSD       | 5. März 2014      | 17. Dezember 2014 |
| Jugend- und Sportministerin                                                                           |  | Gabriela Szabo             | parteilos | 5. März 2014      | 17. Dezember 2014 |
| Beigeordneter Minister für den Haushalt                                                               |  | Liviu Voinea               | PSD       | 5. März 2014      | 15. Juni 2014     |
| Beigeordneter Minister für den Haushalt                                                               |  | Darius Vâlcov              | PSD       | 15. Juni 2014     | 17. Dezember 2014 |
| Beigeordneter Minister für KMU und Tourismus                                                          |  | Florin Jianu               | parteilos | 5. März 2014      | 17. Dezember 2014 |
| Beigeordneter Minister für Forschung und technische Entwicklung                                       |  | Mihnea Costoiu             | PSD       | 5. März 2014      | 17. Dezember 2014 |
| Beigeordnete Ministerin für Wasser, Forsten und Fischzucht                                            |  | Doina Pană                 | PSD       | 5. März 2014      | 17. Dezember 2014 |
| Beigeordneter Minister für Energie                                                                    |  | Răzvan Nicolescu           | parteilos | 5. März 2014      | 17. Dezember 2014 |
| Beigeordneter Minister für Beziehungen zum Parlament                                                  |  | Eugen Nicolicea            | UNPR      | 5. März 2014      | 17. Dezember 2014 |
| Beigeordneter Minister für Rumänen im Ausland                                                         |  | Bogdan Stanoevici          | parteilos | 5. März 2014      | 17. Dezember 2014 |
| Beigeordnete Ministerin für sozialen Dialog                                                           |  | Aurelia Cristea            | PSD       | 5. März 2014      | 17. Dezember 2014 |